# Жан IV (Бретан)
Жан IV Бретански (на френски: Jean IV de Bretagne), познат и като Жан III дьо Монфор (на френски: Jean III de Montfort), Жан Завоевателя (Jean le Conquéreur) или Жан Доблестния (на френски: Jean le Vaillant; * 12 април 1339, Херцогство Бретан, † 1 ноември 1399, Нант, Франция), от Дом Монфор е херцог на Бретан, граф на Монфор-л'Амори (под името Жан III) от 1365 г.
По време на Войната за бретанското наследство, ако се споменава баща му Жан дьо Монфор като херцог на Бретан, се има предвид Жан IV. Така английската историография нарича неговия приемник Жан V, докато френската го нарича Жан IV.
След смъртта на баща си през 1345 г., в разгара на Войната за наследство, той става граф на Ричмънд и на Монфор, както и херцог на Бретан в конкуренция с Шарл дьо Блоа до 1364 г. След окончателната победа на англо-бретанската партия над блесистката през 1364 г. по време на битката при Оре, той е признат от Договора от Геранд от 12 април 1365 г. за единствен херцог на Бретан.

## Произход
Той е най-големият син е на самопровъзгласилия се през 1341 г. херцог на Бретан Жан IV дьо Монфор (* 1295, † 1345) и на съпругата му Жана дьо Дампиер (* 1295, † 1374), херцогиня на Бретан, известна под името „Жана Пламенната“. Има една сестраː
- Жана (* 1341, † 1402), съпруга на Ралф Басет, 3-ти барон на Басет.

## Живот

### Война за бретанското наследство
Когато Жан е на шест години, баща му умира през 1345 г. в разгара на битка срещу Шарл дьо Блоа по време на Войната за бретанското наследство. Майка му Жана Пламенната продължава войната, печелейки успехи.
Жан започва да участва във военни действия през 1357 г. През 1364 г. обсажда Оре, когато научава, че Шарл дьо Блоа се готви да го атакува. Подпомогнат от подкрепления, изпратени от Едуард, Черният принц, той смазва противниковата армия и убива съперника си Шарл дьо Блоа в битката при Оре. Той договаря с херцогиня Жана дьо Пентиевър, вдовица на Шарл дьо Блоа, Първия договор от Геранд през 1365 г., който го признава за единствения херцог на Бретан.

### Изгнание в Англия
В съюз с Англия Жан IV прекарва много години там в изгнание по време на Войната за бретанското наследство, която успява да спечели само с помощта на английските войски. Той се жени за сестрата на Едуард, Черния принц и трябва да повери или потвърди на няколко английски капитани и лордове контрола над крепости и околностите им (като Брест). Изправен е пред недоверието на своите благородници, които го укоряват за присъствието на тези войски и „мошениците“ английски лордове в неговото обкръжение и неговото правителство, и до открития бунт на Оливие дьо Клисон, Бертран дю Геклен и неговия братовчед Оливие дьо Мони.
Случайното откриване на тайния договор за съюз, сключен с Англия, както и съобщението за десанта в Сен Мало на 4000 наемници от другата страна на Ламанша, дават сигнал за въстание на населението, което е изгодно за Шарл V. През март 1373 г. Бертран дю Геклен съсредоточава войските си в Анже и навлиза в херцогството, където градовете и замъците не оказват съпротива. Жан IV, изоставен от всички (последните му последователи контролират само Брест, Бешерел до следващата година, Оре и Дервал) трябва да тръгне за ново изгнание в Англия в края на април 1373 г.

### Опит за анексиране на Бретан
Кралят на Франция поверява управлението на херцогството на своя брат, херцог Луи I Валоа-Анжуйски с титлата „генерал-лейтенант“. От август Шарл V поставя въпроса пред Парижкия парламент за целесъобразността на присъединяването на херцогството към короната. Въпреки това до 1378 г. администрацията остава номинално под отговорността на херцога на Анжу, но де факто под контрола на Оливие V дьо Клисон и на Жан I, виконт на Роан. Жан IV от своя страна участва в голямото chevauchée, водено във Франция от Джон Гонт между Кале и Бордо. Примирието в Брюж, сключено на 27 юни 1375 г. между Франция и Англия, включва и Бретан. Провалът на англичаните при Сен Мало през 1378 г. компрометира бъдещето на Жан IV, който става все по-зависим от краля на Англия. Шарл V го призовава пред парламента и двора на Париж за престъпление срещу краля. След отказа му да се яви кралят обявява конфискацията на херцогството му на 18 декември 1378 г. като санкция срещу васала му, което трябва да се присъедини към кралските владения, както Филип II Август прави навремето срещу Плантагенетите. Превземането му е много брутално и цялото население бързо се противопоставя на анексирането. Освен това кралското решение напълно пренебрегва правата на семейство Пентиевър, признати от Договора от Геранд през 1365 г. През април 1379 г. се сформира съюз от Жана дьо Пентиевър, виконтът на Роан Жан I дьо Роан и господарят на Боманоар Жан IV дьо Боманоар. В Лондон са изратени делегати, за да поискат връщането на Жан IV.

### Триумфално завръщане
Жан IV се възползва от предоставената му възможност, акостира с английски войски в Динар на 3 август 1379 г. в атмосфера на радост и си връща контрола над херцогството. На 14 октомври е подписано примирието с Франция. Англичаните вземат четири морски крепости и десет замъка – стратегически крепости, за да гарантират договореното от Жан IV за това повторно завоюване на неговия херцогство. През април 1380 г. представителите на Щатите, разтревожени от английското присъствие, изпращат молба до краля, така че той помилва херцога и му позволява да запази наследството си.

### Край на управлението
Шарл V умира през юли 1380 г., така че примирието с Шарл VI е възможно и дава началото на Втория договор от Геранд на 4 април 1381 г. Жан IV отдава почит на крал Шарл VI и обещава на бретанската аристокрация да изостави английския съюз. Той може да управлява своето херцогство в мир. За да противодейства на ефекта от опита за конфискация на херцогството от Шарл V, набор от истории и документи имат за цел да издигнат бретанското национално самосъзнание, подобно на церемонията по коронясването на херцога в Рен, разработена като имитация на кралска коронация. Тази автономия, възвърната от Жан IV, ще осигури на Дом Монфор да бъде начело на херцогството, а синът му Жан V ще царува почти половин век.
Съперничеството със сем. Пентиевър остава въпреки смъртта на Жана дьо Пентиевър през 1384 г. Главата на този дом сега е нейният син Жан I дьо Шатийон, все още затворник в Англия като гаранция за плащането на откупа на покойния му баща. Собствеността на семейство Пентиевър се управлява от конетабъла на Франция Оливие V дьо Клисон, чиято дъщеря Маргарита дьо Клисон става съпруга на Жан I дьо Шатийон. Оливие дьо Клисон, заловен за момент от херцога по време на банкет във Ван на 26 юни 1387 г., побързва да разобличи престъплението на Жан IV и намира убежище в Париж. През 1392 г. опит за убийство на конетабъла, приписван на херцога, поставя Бретан на ръба на гражданска война. Конфликтът продължава до помирението през 1395 г. Въпреки това Сен Мало, който отхвърля властта на Жан IV, се поставя под сюзеренитета на краля на Франция през 1394 г.
Благодарение на дипломатическата намеса на крал Шарл VI от Франция с крал Ричард II от Англия, херцог Жан IV си връща Брест на 12 юни 1397 г. Графство Ричмънд му е възстановено от Ричард II на 23 април 1398 г., но той е отново лишен от него след свалянето на краля на Англия от Хенри от Ланкастър на 20 октомври 1399 г.
Жан IV Бретански умира на 1 ноември 1399 г. на около 60 г. и е погребан в катедралата „Св. св. Петър и Павел“ в Нант.

## Херцог-строител
Жан IV е в началото на основаването и изграждането на Колегиалната църква „Сен Мишел дю Шам“ близо до Оре, предназначена да отбележи победата му над Шарл дьо Блоа. Нови строителни обекти се изпълняват или възобновяват след години на конфликти: църквата „Сен Леонар“ във Фужер, Светилище „Нотр Дам дю Креске“ в Сен Пол дьо Леон и катедралата „Сен Тюгдюал“ в Трегие под ръководството на епископ Евен Беженьон (1363 – 1371).
- Колегиална църква „Сен Мишел дю Шам“ близо до Оре
- Църква „Сен Леонар“ във Фужер
- Светилище „Нотр Дам дю Креске“ в Сен Пол дьо Леон
- Катедралата „Сен Тюгдюал“ в Трегие

## Брак и потомство
Жан IV се жени три пъти:
∞ 1. 1355 в Лондон за Мария Английска (* 1344 † 1361), дъщеря на краля на Англия Едуард III и съпругата му Филипа д'Авен, от която няма деца.
∞ 2. май 1366 в Лондон за Джована Холанд (* 1350 † 1384), дъщеря на Томас Холанд, 1-ви граф на Кент, и съпругата му Жана от Кент, графиня на Кент, от която няма деца.
∞ 3. 11 септември 1386 в църквата „Сен Клер дьо Сале“ в Геранд за Жана Наварска (* 1370 † 1437), дъщеря на Шарл II Наварски и Жана Френска, от която има четирима сина и пет дъщери:
- Жана Бретанска (* 12 август 1387, Нант; † 7 декември 1388)
- Изабела Бретанска (*/† 1388)
- Пиер Бретански, преименуван на Жан (* 24 декември 1389, Шато д’Ермин, Ван, † 28 август 1442), като Жан V Мъдри херцог на Бретан; граф на Монфор л'Амори, титулярен граф на Ричмънд от 1399 г.; ∞ 1396 за Жана Френска (* 1391, † 1433), дъщеря на крал Шарл VI Безумния и Изабела Баварска; наследен от двама от синовете си: Франсоа I Любимия (* 14 май 1414, † 18 юли 1450), херцог на Бретан (1442 – 1450); Пиер II Простоватия (* 7 юли 1418, † 22 септември 1457), херцог на Бретан (1450 – 1457);
- Мария Бретанска (* 18 февруари 1391, Нант;† 18 декември 1446), господарка на Ла Герш дьо Бретан; ∞ 26 юни 1398 за Жан I, граф на Алансон; крал Анри IV произлиза по бащина линия от този брак
- Маргарита Бретанска (* 1392, † 13 април 1428), господарка на Гилияк, ∞ 26 юни 1407 за Ален IX, виконт на Роан и граф на Порое († 1462); крал Анри IV произлиза по майчина линия от този брак
- Артур III Бретански (* 24 август 1393, Шато де Сосиньо, † 26 декември 1458, Нант), наследява племенника си Пиер II Простоватия като херцог на Бретан (1457 – 1458); конетабъл на Франция от 1425 г., граф на Монфор-л’Амори от 1457 г., пер на Франция, виден френски пълководец от епохата на Стогодишната война
- Жил Бретански (* 1394, † 19 юли 1412), господар на Шантосе и Енгранд
- Ришар Бретански (* 1395, † 2 юни 1438, Шато дьо Клисон), граф на Вертю, Етамп и Мант, ∞т 1423 за Маргарита Орлеанска, графиня на Вертю, дъщеря на Луи I дьо Валоа, херцог на Орлеан; неговият син Франсоа II става последният херцог на Бретан, а внучка му дукеса Анна е два пъти кралица на Франция
- Бланш Бретанска (* 1397, † сл. 1419), ∞ 26 юни 1407 в Нант за Жан IV, граф на Арманяк.